# 莊振聲
莊振聲（1880年12月19日—？年，光緒庚辰年十一月十八日－？年），字震生，江蘇省常州府武進縣（今屬常州市）人，入籍浙江省嘉興府。清末民初政治人物。

## 生平
嘉興府學附生，考入湖北自强學堂肄業，公費派赴日本，入明治大學法律科畢業，取得法學士學位。
光緒三十四年（1908年）返國，應學部試，考取法政科舉人，廷試以七品小京官補用，籤分大理院刑科第一庭行走，隨即改調江西南昌地方審判廳廳長，遷江蘇崇明地方檢察廳廳長。
民國三年（1914年）考取縣知事，分發江西，署理武寧縣知事，充江西省公署秘書、實業科主任、江口兼茅店統税局局长、湖北省公署秘書、京漢鐵路管理局文書課課長，薦保簡任職，存記內務部參事上行走。

## 家庭及關連
莊振聲屬毗陵莊氏第二十世。
- 嗣父：莊兆鈞（1858年－1883年），邑廩生。
- 嗣母：汪氏，候選縣丞汪鎮之女。
- 生父：莊兆銘（1860年－1925年），附貢生，候選道員。
- 生母：王氏，江蘇候補知縣王銘吉長女。
- 振聲排行第一，出嗣莊兆鈞，另有五胞弟：
  - 莊澤安（1882年－1902年），湖北自强學堂肄業生。
  - 莊澤容（1883年－？年），湖北自强學堂畢業生，北京大學畢業獎給舉人。
  - 莊澤宬（1987年－1921年），湖北自强學堂畢業生，北京大學畢業獎給舉人。
  - 莊澤宏（1892年－？年），江南陸軍中學畢業，江蘇陸軍中尉。
  - 莊澤宣（1895年－1976年），北京清華學校畢業，美國哥倫比亞大學文藝碩士、哲學博士，北京清華大學、浙江大學教授，聯合國教科文組織復興部研究組主任。

### 妻妾
- 正室：沈氏，江西候補道員沈銘照長女。
- 無側室。

### 子嗣
- 嗣子：莊之楨，本生弟澤容次子，入嗣。